# SN 2007pz
SN 2007pz – supernowa typu Ia odkryta 4 listopada 2007 roku w galaktyce A033025+0100. W momencie odkrycia miała maksymalną jasność 20,90m.